# Finsen (månekrater)
Finsen er et nedslagskrater på Månen. Det befinder sig på den sydlige halvkugle på Månens bagside og er opkaldt efter den færøsk-danske læge og nobelprismodtager Niels Ryberg Finsen (1860 – 1904).
Navnet blev officielt tildelt af den Internationale Astronomiske Union (IAU) i 1979.

## Omgivelser
Finsenkrateret er forbundet med den sydøstlige ydre side af Leibnitzbassinet, og udkastet materiale fra Finsen dækker den sydøstlige del af Leibnitz' kraterbund. Sydvest for Finsen ligger Von Kármán-bassinet, som Leibnitz delvis ligger ind over.

## Karakteristika
Krateret er forholdsvis nyt og er derfor tydeligt aftegnet uden at være eroderet af senere nedslag. Randen er cirkulær, men noget uregelmæssig i selve kanten, hvor der er udadgående buler hele vejen rundt, bortset fra mod nord og nordvest. Kratervæggen er skredet ned visse steder, hvilket har givet randen en meget skarp kant i den sydlige halvdel. Der er et antal korte terrasser langs den indre væg.
Kratervæggen er bredere mod nord, hvorfor kraterbunden er lidt forskudt mod syd. I kraterets midte rejser sig en en central top, som optager et areal med en diameter på omkring 15 km. Denne top har højere albedo end den omgivende bund og rand, så den har et lyst udseende. Der er ikke sket betydende nedslag hverken langs kraterranden eller i kraterbunden.

## Satellitkratere
De kratere, som kaldes satellitter, er små kratere beliggende i eller nær hovedkrateret. Deres dannelse er sædvanligvis sket uafhængigt af dette, men de får samme navn som hovedkrateret med tilføjelse af et stort bogstav. På kort over Månen er det en konvention at identificere dem ved at placere dette bogstav på den side af satellitkraterets midte, som ligger nærmest hovedkrateret. Finsenkrateret har følgende satellitkratere:
| Finsen | Længde  | Bredde   | Diameter |
| ------ | ------- | -------- | -------- |
| C      | 40,6° S | 175,8° V | 26 km    |
| G      | 43,0° S | 175,3° V | 33 km    |

## Måneatlas
- Billeder af Finsenkrateret i LPI-måneatlasset